# اسماعیل اتومن
اسماعیل اتومن (انگلیسی: Ismael Athuman؛ زادهٔ ۱ فوریهٔ ۱۹۹۵) بازیکن فوتبال اهل اسپانیا است.
وی همچنین در تیم ملی فوتبال کنیا بازی کرده‌است.